# Трикастен
Трикастен (фр. Tricastin) — историческая и географическая область во Франции, в долине Роны, на юго-западе департамента Дром и северо-западе Воклюза.

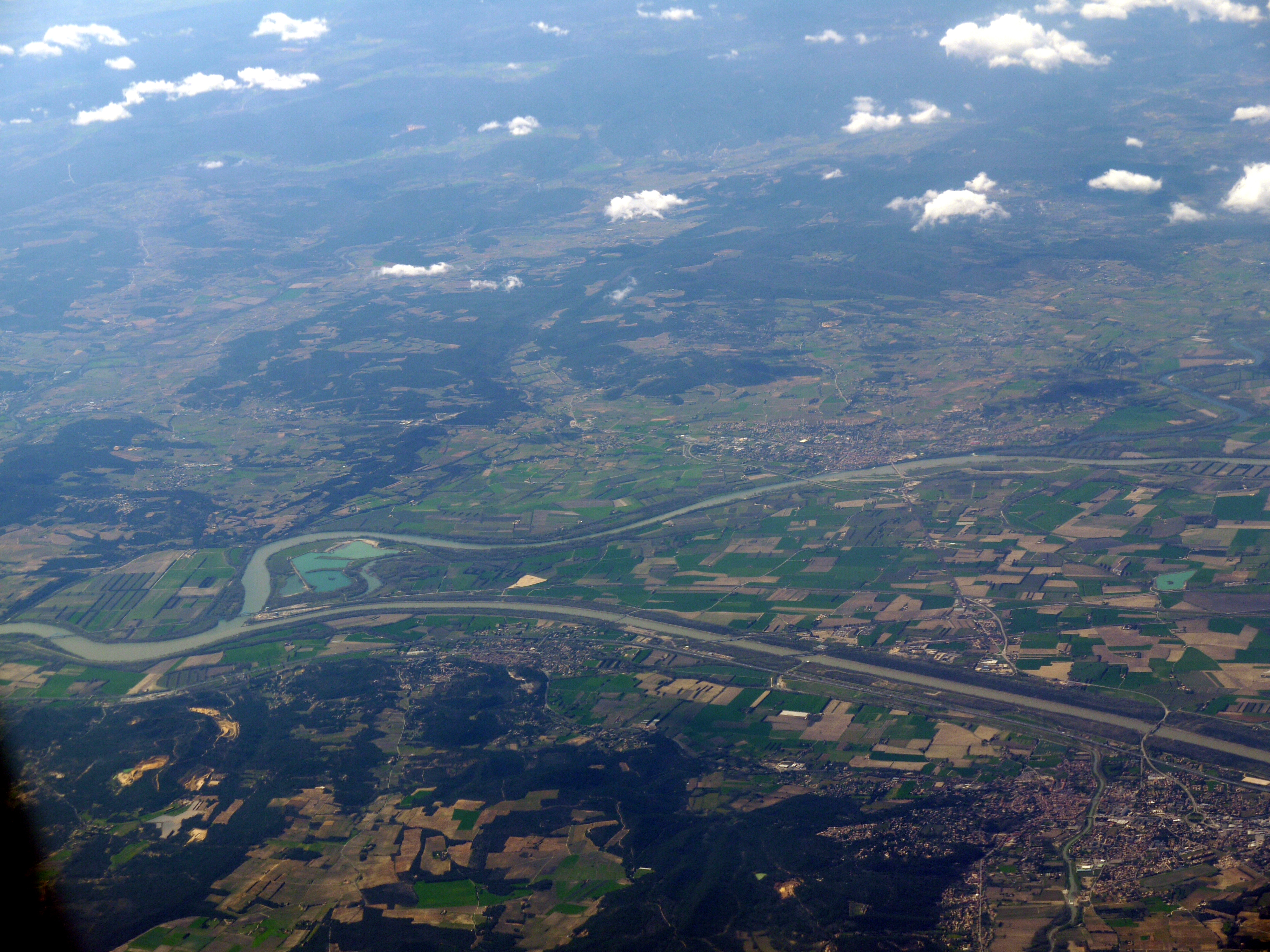
Трикастен. Соединение Роны и канала Донзер-Мондрагон

## География
Трикастен представляет собой холмистую равнину — часть Ронской низменности между Донзерским дефиле на севере и скалами Мондрагона на юге. На западе его границей является Рона, на востоке — Предальпы. Через эту область протекают реки Лес, Эг и Увез — притоки Роны. Северная часть Трикастена, расположенная в департаменте Дром, относится к так называемому Провансальскому Дрому. 
Область Трикастен является переходным географическим районом, располагаясь на самом севере нижней (средиземноморской) части долины Роны. Донзерское дефиле служит границей с областью Средней Роны, а также представляет собой северный предел распространения культуры оливы в Ронской низменности. Расположенное к северу от Донзера Монтелимарское плато исторически уже относится к Дофине.

## Климат

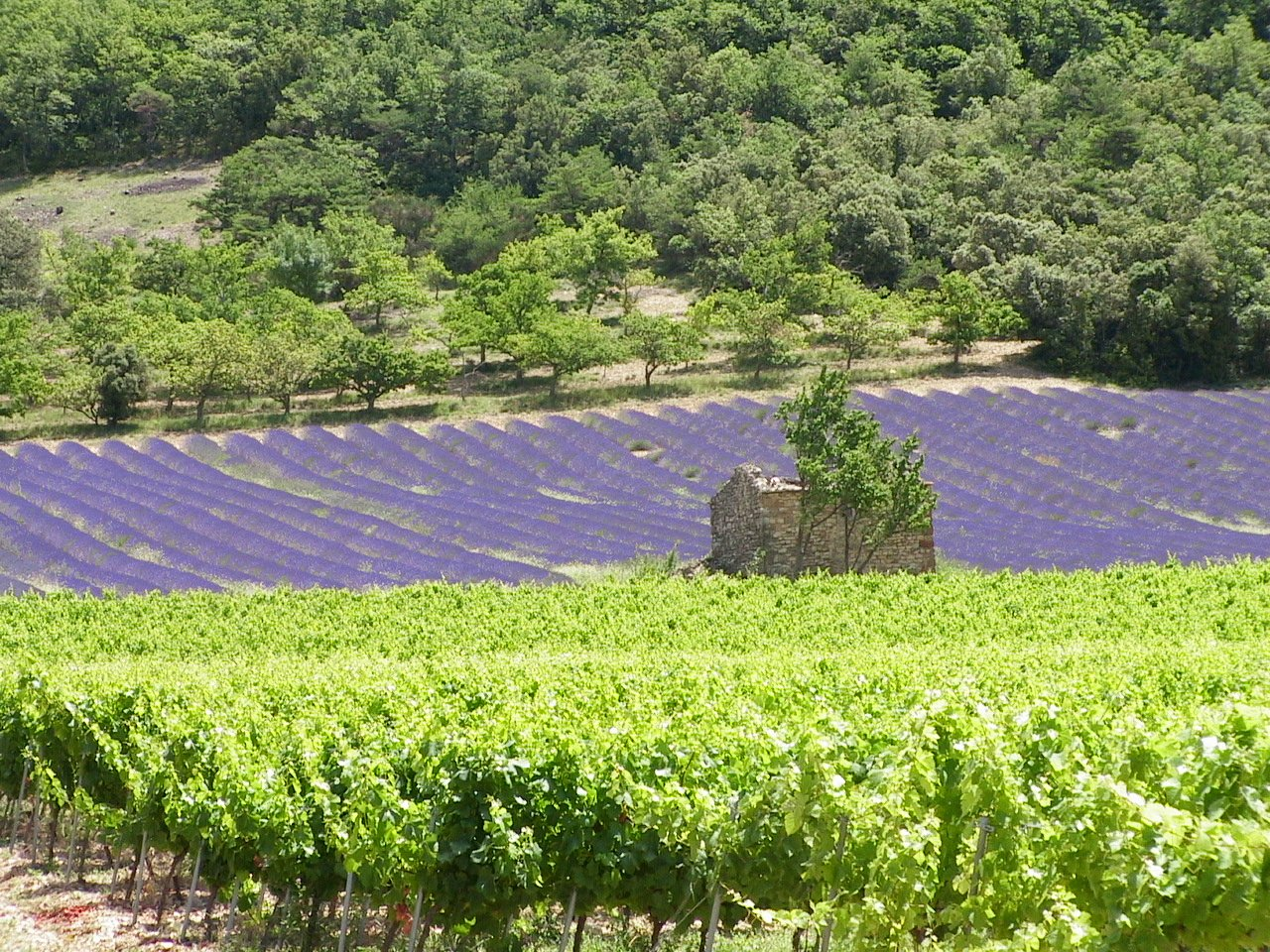
Трикастен. Виноградники и плантация лаванды в Ла-Рош-Сен-Секре-Беконне

Климат Трикастена отражает переходный характер его географического положения. В целом он относится к средиземноморскому типу, с сильным мистралем зимой и сухим жарким летом. Средний температурный максимум в первой половине XX века составлял 35° (в 2000—2007 годах — 29°). Зимы в Трикастене более мягкие, чем в районах к северу от Донзерского дефиле — Холмистом Дроме и Ардеше, но более холодные (в среднем на два градуса), чем в остальном Верхнем Провансе. Минимум осадков приходится на июнь-сентябрь (индекс аридности 10), максимум — на апрель-май и октябрь-ноябрь, но зональное распределение неравномерное. Севеннские дожди проливаются большей частью над краем Ронской низменности, где среднегодовое количество осадков вдвое выше, чем в более восточных районах.

## История

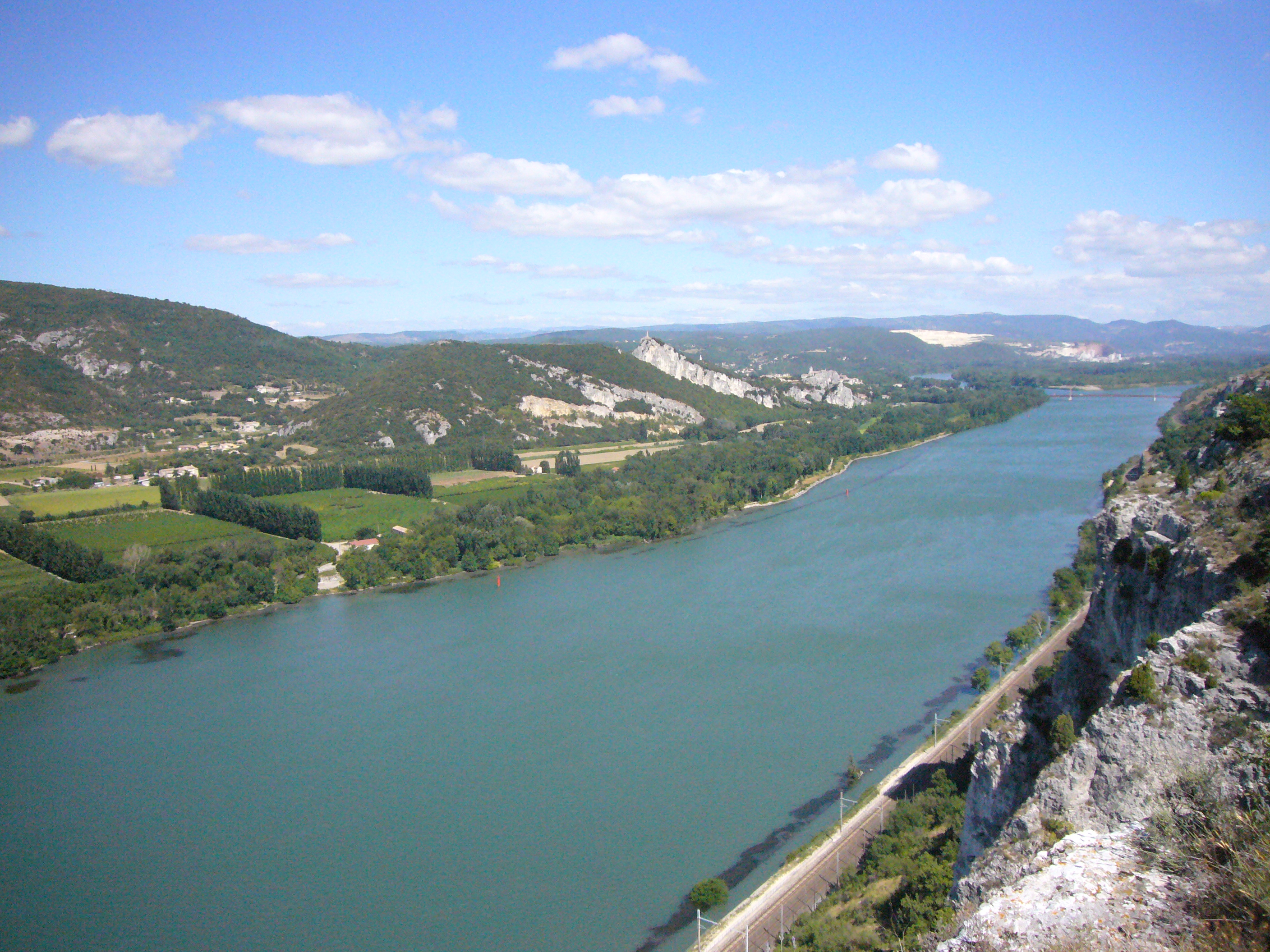
Вид на правый берег Роны с высот Донзерского дефиле

Значение этой небольшой области с античных времен определялось пересечением двух дорог — пути вдоль левого берега Роны и альпийского маршрута, идущего с востока на запад от перевала Монженевр через Бриансоне (современная дорога № 94 из Манда в Бриансон), и достигающая Роны долинами Эга и Увеза. Этим путем в древности шли в Италию полчища галлов и войска Ганнибала.
По сведениям Тита Ливия и Плиния Старшего, область населяло кельто-лигурийское племя трикастинов, от которых она получила свое латинское название pagus Tricastinensis, нынешняя pays de Tricastin. Главным городом была Августа Трикастинов (Augusta Tricastinorum), в IV веке переименованная в честь Святого Павла, и ныне называемая Сен-Поль-Труа-Шато.
В Средние века Трикастен был разделен между несколькими феодальными владениями, но с XIV века вновь составлял единый хозяйственный регион, называвшийся Валь-де-Бёйр (val de Bueyres). Позднее он стал составной частью периферийного экономического региона долины Роны, лишившись самостоятельного значения.

## Современность
Долгое время Трикастен оставался слаборазвитым сельскохозяйственным регионом, значение которого еще более снизилось после упразднения епископской кафедры Сен-Поль-Труа-Шато во время Революции и упадка паломничества в Пон-Сент-Эспри и Бур-Сент-Андеоль.

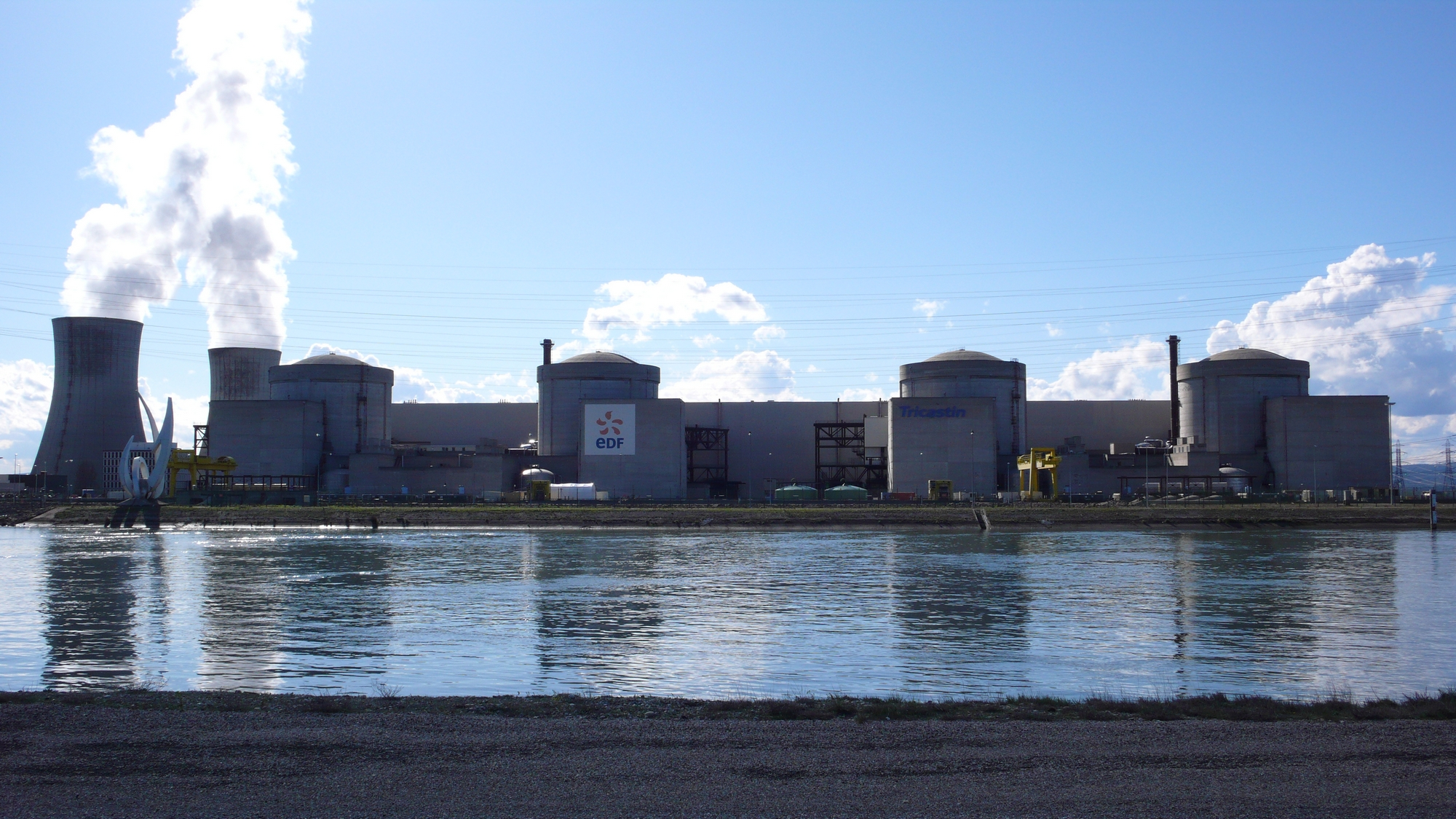
Четыре реактора АЭС Трикастен

До середины XX века область была известна, в основном, виноделием и карьерами в Сен-Поль-Труа-Шато и Сен-Реститю, где добывался камень особенно чистого цвета. Важным торговым центром был лишь Боллен.
Экономическое освоение края началось после Второй мировой войны, с прорытием в 1947—1952 годах канала Донзер-Мондрагон, использовавшегося, в частности, для мелиорации, и сооружением плотины Донзер-Мондрагон. В 1974 году на берегу канала была построена АЭС Трикастен, одна из крупнейших во Франции, а затем предприятия по обогащению урана, принадлежащие компании Eurodif.
В регионе производится вино сертификата Гриньян-лез-адемар, и выращивается местная разновидность черного трюфеля — трикастинский трюфель, также получивший в 1973 году сертификат AOC.
Прокладка новых путей сообщения — 7-й национальной дороги, автострады A7 и скоростной железнодорожной линии LGV Méditerranée — способствовала подъему туристической отрасли, поскольку старинные городки Трикастинского плато (Сен-Поль-Труа-Шато, Пьерлат, Бур-Сент-Андеоль, Пон-Сент-Эспри, Боллен, Гриньян, Ла-Гард-Адемар, Донзер) обладают богатым культурным наследием.

## Комментарии
1. ↑  Местные жители называют этот яростный ветер «северным» (bise) — George, p. 19